# Interesse soggettivo (diritto)
Il termine interesse è utilizzato nel diritto tipicamente per designare un movente, delle azioni umane, la tensione che spinge l'uomo verso uno scopo, un bene diretta a conseguirlo o a conservarlo. Non sono solo gli interessi del singolo individuo ad essere tutelati, ma lo sono anche gli interessi delle collettività tra cui lo stato, come quelli di altri soggetti quali le organizzazioni in qualsiasi forma costituite. L'interesse deve essere non contrario alla legge, socialmente accettabile o da tutelare in modo particolare. La principale espressione di tutela di un interesse sono i diritti umani.
Il termine bene assume qui un significato ampio, comprendendo tutto ciò che abbia attitudine a soddisfare un bisogno umano, materiale o spirituale (talvolta si usa con questo significato la locuzione "bene della vita"); in tale accezione rientrano, quindi, non solo le cose (beni in senso stretto) ma anche i beni immateriali (come le opere d'ingegno) e le attività umane (prestazioni) atte a soddisfare un bisogno.

## Tutela e rilevanza
Quando più soggetti aspirano ad un bene scarso i loro interessi entrano in conflitto; una delle funzioni del diritto è proprio quella di risolvere questo genere di conflitti, stabilendo quale degli interessi confliggenti debba prevalere. Tale interesse viene giudicato rilevante dall'ordinamento giuridico e costituisce oggetto di un rapporto giuridico. Da quanto si è detto si desume che non tutti gli interessi sono ritenuti meritevoli di protezione dall'ordinamento: quelli che l'ordinamento ritiene di tutelare assurgono a situazioni giuridiche soggettive, gli altri rimangono meri interessi di fatto (che l'ordinamento può ritenere illeciti o semplicemente indifferenti). La situazione giuridica soggettiva attraverso la quale trova protezione l'interesse può essere attribuita al soggetto portatore dello stesso, come nel caso diritto soggettivo, o ad un diverso soggetto, come nel caso della potestà.
La lesione di un interesse altrui legalmente tutelabile costituisce in diritto un danno ingiusto.

## Ambiti

### Diritto processuale
Nell'ambito del diritto processuale, si parla dell'interesse ad agire quando si ottiene o recupera un bene attraverso l'amministrazione civile o giudiziaria perché non è possibile farlo in altri modi. Si differenzia dall'interesse sostanziale, che invece è un diritto soggettivo, e dalla legittimazione ad agire, che identifica l'attore con quella che per legge ha diritto all'azione. Nel processo civile deve esistere durante tutto il processo, perché è una condizione dell'azione. Nei casi in cui non sia presente nella domanda, il giudice deve pronunciare una sentenza di rito e non può prendere in esame il merito della causa. L'interesse ad agire deve essere presente anche nella fase di decisione della causa e in quella d'impugnazione, sennò quest'ultima viene dichiarata inammissibile. La mancanza dell'interesse ad agire può essere rilevata anche d'ufficio in ogni grado del processo, come stabilisce l'art. 100 del codice di procedura civile, asserendo che «per proporre una domanda o per contraddire alla stessa è necessario avervi interesse».

### Diritto amministrativo
L'interesse legittimo, nel diritto amministrativo, è quello tutelato indirettamente attraverso la tutela dell'interesse pubblico. Nel momento in cui l'interesse di un soggetto si distingue da quello della collettività, nel caso in cui Pubblica Amministrazione agisca nei limiti delle norme giuridiche, questo interesse diviene "interesse legittimo" e riceve una tutela giuridica indiretta mediante la tutela dell'interesse generale. Dunque, quando un atto della Pubblica Amministrazione viene emanato in violazione delle norme giuridiche, viene violato sia l'interesse della collettività che quello legittimo del soggetto. Perciò, l'interesse legittimo è un interesse "differenziato" in confronto a quello della collettività. Tuttavia, l'interesse legittimo ha rilevanza nel momento della tutela, che può essere amministrativa, cioè controllata dagli organi della Pubblica Amministrazione, oppure giurisdizionale, se gestita dagli organi giudicanti. A tal proposito, l'art. 24 della Costituzione stabilisce che ciascuno può agire per la tutela non soltanto dei propri diritti soggettivi, ma anche dei propri interessi legittimi.

### Diritto internazionale
L'interesse, nel diritto internazionale, coincide con le esigenze degli Stati, intesi come entità politiche basate su rapporti intercorrenti, concernenti soprattutto aspetti demografici, economici e geografici. Si può trattare di un interesse in conflitto, quando l'interesse di uno arreca danni all'interesse dell'altro; oppure di interessi comuni, basati su un rapporto di cooperazione finalizzato al raggiungimento di un medesimo obiettivo. Le norme internazionali, quando sanciscono tali interessi, prevedono una protezione diretta con l'obbligo per gli altri Stati di rispettarle. Per quanto riguarda le situazioni non stabilite, la protezione viene applicata con procedimenti finalizzati a risolvere le possibili controversie. Per esempio, quando uno Stato è in pericolo e deve difendere interessi vitali, assume il diritto all'autotutela e può anche ricorrere alla guerra.

### Interesse privato in atti d'ufficio
È stato abrogato dal codice penale in base alla legge 26 aprile del 1990 n. 86. L'articolo 324 definiva il delitto nel comportamento del pubblico ufficiale che, direttamente o per interposta persona, o con atti simulati, prendeva un interesse privato in qualsiasi atto della pubblica amministrazione in cui esercitava il proprio ufficio. La sanzione stabiliva la reclusione e la multa. Tutto ciò è oggigiorno riconducibile al reato di abuso d'ufficio.

## Classificazione
Si distingue:
- l'interesse privato, proprio di un determinato individuo;
- l'interesse collettivo, proprio di una determinata pluralità di individui considerata come unità;
- l'interesse pubblico, proprio di quella pluralità di individui che è la comunità costitutiva dell'ordinamento di riferimento, considerata come unità.

La cura degli interessi privati spetta agli stessi soggetti portatori o, se non hanno la capacità di agire, a chi, in virtù di un munus attribuito dall'ordinamento, agisce nel loro interesse. La cura degli interessi pubblici è, invece, attribuita a funzionari pubblici o a titolari di munera pubblici.
La situazione è più articolata nel caso degli interessi collettivi. La collettività alla quale sono riferiti può, infatti, essere dotata di una propria organizzazione (e, quindi, di un proprio ordinamento giuridico) o esserne priva (cosiddetta comunità allo stato diffuso). Nel primo caso l'ordinamento può attribuire all'organizzazione (ente esponenziale) la capacità giuridica, facendone quindi una persona giuridica, o quantomeno una qualche rilevanza, facendone quindi comunque, secondo una diffusa teoria, un soggetto di diritto, seppur privo di personalità giuridica. In questi casi sarà, dunque, l'ente esponenziale, attraverso le persone fisiche che agiscono per esso, a curare gli interessi della collettività. Laddove, invece, manchi un ente esponenziale (è il caso degli interessi diffusi o adespoti), la cura degli interessi collettivi è più problematica: in alcuni casi l'ordinamento giuridico l'attribuisce ad un funzionario pubblico, in altri a ciascuno dei membri della collettività.
L'attività svolta nell'interesse di un altro soggetto o di una comunità allo stato diffuso prende il nome di funzione. Essa, secondo Massimo Severo Giannini, può essere attribuita ad un munus, all'officium di un ente non personificato o ad una persona giuridica, pubblica o privata, che la esercita attraverso i propri organi.

## Interessi collettivi e interessi generali
Gli interessi collettivi sono la somma e la sintesi degli interessi individuali di coloro che aderiscono alle associazioni sindacali contraenti. Gli interessi collettivi consistono nelle condizioni minime di trattamento economico e normativo.
Gli interessi generali sono invece gli interessi dell'insieme della cittadinanza italiana. Pertanto, occorre non confondere gli interessi collettivi e gli interessi generali, dal momento che questi ultimi sono soddisfatti dal Governo, mentre i primi possono essere soddisfatti dai sindacati. Da ciò discende che dalla concertazione tra Governo, sindacati dei lavoratori e associazioni datoriali, non possono derivare vincoli giuridici per il Governo, poiché se fosse altrimenti si avrebbe che degli interessi collettivi prevalgono sugli interessi generali della nazione. In altre parole, gli interessi collettivi hanno massima importanza sotto il profilo politico, ma non possono prevalere giuridicamente sugli interessi generali, altrimenti la stessa democrazia verrebbe messa in pericolo.
Il Governo pertanto non riceve dalla concertazione alcun obbligo giuridico che sia diretto all'adozione di atti con forza di legge. Il Governo può dichiarare di voler rispettare un dato protocollo ma poi, legittimamente, può anche decidere di non intervenire per onorarlo o addirittura può anche emanare leggi ed atti con forza di legge che contrastino con gli accordi assunti in sede di concertazione con le parti sociali. Chiaro è che in quest'ultima ipotesi, il Governo si rende responsabile politicamente di scelte, le quali porteranno irrimediabilmente allo scontro sociale.